# ميكا كاوامورا
ميكا كاوامورا (باليابانية: 川村美香 ) (و. 1973  م) هي مانغاكا يابانية، ولدت في آيتشي.

## أعمال للمؤلف
- Daa! Daa! Daa! (|だぁ!だぁ!だぁ!)
- Shin Daa! Daa! Daa! (新☆だぁ!だぁ!だぁ! )
- Happy Ice Cream! (ハッピー アイスクリーム!)
- Awasete Ippon (あわせて いつぽん)
- Taiho Shite Mi~na! (タイホしてみーな)
- Panic x Panic (ぱにっく×ぱにっく)
- Momo ni Kiss! (挑にキッス!)
- Annin Musume (杏仁小娘)

## روابط خارجية
- ميكا كاوامورا على موقع ANN person (الإنجليزية)